# Каскејд (Ајдахо)
Каскејд (енгл. Cascade) град је у америчкој савезној држави Ајдахо.

## Демографија
По попису из 2010. године број становника је 939, што је 58 (-5,8%) становника мање него 2000. године.
| Група             | 2000.       | 2010.       |
| Белци             | 950 (95,3%) | 890 (94,8%) |
| Афроамериканци    | 1 (0,1%)    | 2 (0,2%)    |
| Азијати           | 3 (0,3%)    | 2 (0,2%)    |
| Хиспаноамериканци | 22 (2,2%)   | 25 (2,7%)   |
| Укупно            | 997         | 939         |